# MESH (шифр)
В криптографии, MESH — блочный шифр, являющийся модификацией IDEA. Разработан Жорже Накахарой, Винсентом Рэйменом, Бартом Пренелем и Йоосом Вандевалле в 2002 году. В отличие от IDEA, MESH имеет более сложную раундовую структуру. Иной алгоритм генерации ключей позволяет MESH избегать проблемы слабых ключей.

## Структура шифра
Каждый раунд в IDEA и MESH состоит из операций сложения и умножения. Последовательность таких вычислений в пределах одного раунда образует MA-бокс. Все MA-боксы в MESH используют минимум три чередующихся уровня сложений и умножений (по схеме «зиг-заг»), в то время, как в IDEA таковых только два. Это делает MESH более стойким против дифференциальной и линейной криптоатак. Также, с целью избежать проблемы слабых ключей, в MESH используются два следующих принципа:
- Каждый подключ зависит от почти всех подключей, более точно — как минимум от шести предыдущих ключей нелинейно
- Используются фиксированные константы. Без них, например, ключ из всех нулей перешел бы в подключи, каждый из которых равнялся бы нулю в любом раунде

Как и в IDEA, MESH использует следующие операции:
- умножение по модулю {\displaystyle 2^{16}+1}, причем вместо нуля используется {\displaystyle 2^{16}} ({\displaystyle \odot })
- циклический сдвиг влево на {\displaystyle n} бит ({\displaystyle \lll \ n})
- сложение по модулю {\displaystyle 2^{16}} ({\displaystyle \boxplus })
- побитовое исключающее ИЛИ ({\displaystyle \oplus })

Операции расположены в порядке уменьшения приоритета.
В вычислениях запись {\displaystyle A_{k}^{(i)}} обозначает 16-битное слово. Индексы описываются далее.
MESH описывается в трех вариациях по размерам блока: 64, 96, 128 бит. Размер ключа при этом берется вдвое больший.

## MESH-64
В данной вариации размер блока составляет 64 бит, ключ — 128 бит. Шифрование проходит в 8,5 раунда. Половина раунда относится к выходным преобразованиям.

### Раундовые преобразования
Обозначим входную информацию для {\displaystyle i}-го раунда:

{\displaystyle X^{(i)}\ =\ (X_{1}^{(i)},\ X_{2}^{(i)},\ X_{3}^{(i)},\ X_{4}^{(i)}),\ i=1...9}
Каждый раунд состоит из двух частей: перемешивание входных данных с подключами и MA-вычисления. На четных и нечетных раундах перемешивание происходит по-разному:
- Для нечетных раундов:

{\displaystyle (Y_{1}^{(i)},\ Y_{2}^{(i)},\ Y_{3}^{(i)},\ Y_{4}^{(i)})\ =\ (X_{1}^{(i)}\ \odot \ Z_{1}^{(i)},\ X_{2}^{(i)}\ \boxplus \ Z_{2}^{(i)},\ X_{3}^{(i)}\ \boxplus \ Z_{3}^{(i)},\ X_{4}^{(i)}\ \odot \ Z_{4}^{(i)})}
- Для четных раундов:

{\displaystyle (Y_{1}^{(i)},\ Y_{2}^{(i)},\ Y_{3}^{(i)},\ Y_{4}^{(i)})\ =\ (X_{1}^{(i)}\ \boxplus \ Z_{1}^{(i)},\ X_{2}^{(i)}\ \odot \ Z_{2}^{(i)},\ X_{3}^{(i)}\ \odot \ Z_{3}^{(i)},\ X_{4}^{(i)}\ \boxplus \ Z_{4}^{(i)})}
Преобразования, выполняемые MA-боксами, одинаковы для всех раундов. Входные данные для них получаются следующим образом:

{\displaystyle (Y_{5}^{(i)},\ Y_{6}^{(i)})\ =\ (Y_{1}^{(i)}\ \oplus \ Y_{3}^{(i)},\ Y_{2}^{(i)}\ \oplus \ Y_{4}^{(i)})}
МА-вычисления описываются следующими формулами:

{\displaystyle Y_{7}^{(i)}\ =\ ((Y_{5}^{(i)}\ \odot \ Z_{5}^{(i)}\ \boxplus \ Y_{6}^{(i)})\ \odot \ Z_{6}^{(i)}\ \boxplus \ (Y_{5}^{(i)}\ \odot \ Z_{5}^{(i)}))\ \odot \ Z_{7}^{(i)}}

{\displaystyle Y_{8}^{(i)}\ =\ Y_{7}^{(i)}\ \boxplus \ ((Y_{5}^{(i)}\ \odot \ Z_{5}^{(i)}\ \boxplus \ Y_{6}^{(i)})\ \odot \ Z_{6}^{(i)})}
Используя результаты, полученные MA-боксами, находим входные данные для следующего раунда:

{\displaystyle X^{(i+1)}\ =\ (Y_{1}^{(i)}\ \oplus \ Y_{8}^{(i)},\ Y_{3}^{(i)}\ \oplus \ Y_{8}^{(i)},\ Y_{2}^{(i)}\ \oplus \ Y_{7}^{(i)},\ Y_{4}^{(i)}\ \oplus \ Y_{7}^{(i)})}
Согласно схеме, для получения зашифрованного сообщения необходимо после восьмого раунда провести перемешивание по нечетной схеме {\displaystyle (i=9)}

### Генерация ключей
Для генерации ключей используется 128-битный пользовательский ключ, а также 16-битные константы {\displaystyle c_{i}}: {\displaystyle c_{0}\ =\ 1}, {\displaystyle c_{i}\ =\ 3*c_{i-1}}, они вычисляются в Поле Галуа {\displaystyle GF(2^{16})} по модулю многочлена {\displaystyle x^{16}\ +\ x^{5}\ +\ x^{3}\ +\ x^{2}\ +\ 1}. Пользовательский ключ разбивается на 8 16-битных слов {\displaystyle K_{i},\ 0\ \leqslant \ i\ \leqslant \ 7}.
Вычисление подключей происходит следующим образом:

{\displaystyle Z_{i+1}^{(1)}\ =\ K_{i}\ \oplus \ c_{i},\ 0\ \leqslant \ i\ \leqslant \ 6}

{\displaystyle Z_{1}^{(2)}\ =\ K_{7}\ \oplus \ c_{7}}

{\displaystyle Z_{l(i)}^{(h(i))}\ =\ (((((Z_{l(i-8)}^{(h(i-8))}\ \boxplus \ Z_{l(i-7)}^{(h(i-7))})\ \oplus \ Z_{l(i-6)}^{(h(i-6))})\ \boxplus \ Z_{l(i-3)}^{(h(i-3))})\ \oplus \ Z_{l(i-2)}^{(h(i-2))})\ \boxplus \ Z_{l(i-1)}^{(h(i-1))})\ \lll \ 7\ \oplus \ c_{i},}

где {\displaystyle 8\ \leqslant \ i\ \leqslant \ 59,\ h(i)\ =\ i\ div\ 7\ +\ 1,\ l(i)\ =\ i\ {\bmod {\ }}7\ +\ 1}.

### Расшифровка
Для расшифровки MESH, как и IDEA, использует уже существующую схему, но с измененными раундовыми подключами. Обозначим подключи, использовавшиеся при шифровании, следующим образом:

{\displaystyle (Z_{1}^{(r)},\ ...,\ Z_{7}^{(r)}),\ 1\ \leqslant \ r\ \leqslant \ 8} - подключи полных раундов;

{\displaystyle (Z_{1}^{(9)},\ ...,\ Z_{4}^{(9)})} - подключи выходных преобразований.
Тогда подключи расшифровки задаются следующим образом:
- {\displaystyle ((Z_{1}^{(9)})^{-1},\ -Z_{2}^{(9)},\ -Z_{3}^{(9)},\ (Z_{4}^{(9)})^{-1},\ Z_{5}^{(8)},\ Z_{6}^{(8)},\ Z_{7}^{(8)})}, - первый раунд расшифровки;
- {\displaystyle (-Z_{1}^{(10-r)},\ (Z_{3}^{(10-r)})^{-1},\ (Z_{2}^{(10-r)})^{-1},\ -Z_{4}^{(10-r)},\ Z_{5}^{(9-r)},\ Z_{6}^{(9-r)},\ Z_{7}^{(9-r)})}, - {\displaystyle r}-й четный раунд, {\displaystyle r\ \in \ \{2,\ 4,\ 6,\ 8\}};
- {\displaystyle ((Z_{1}^{(9-r)})^{-1},\ -Z_{3}^{(9-r)},\ -Z_{2}^{(9-r)},\ (Z_{4}^{(9-r)})^{-1},\ Z_{5}^{(8-r)},\ Z_{6}^{(8-r)},\ Z_{7}^{(8-r)})}, - {\displaystyle r}-й нечетный раунд, {\displaystyle r\ \in \ \{3,\ 5,\ 7\}};
- {\displaystyle ((Z_{1}^{(1)})^{-1},\ -Z_{2}^{(1)},\ -Z_{3}^{(1)},\ (Z_{4}^{(1)})^{-1})}, - выходные преобразования.

## MESH-96
В данной вариации размер блока составляет 96 бит, ключ — 192 бит. Шифрование проходит в 10,5 раунда. Половина раунда относится к выходным преобразованиям.

### Раундовые преобразования
Обозначим входную информацию для {\displaystyle i}-го раунда:

{\displaystyle X^{(i)}\ =\ (X_{1}^{(i)},\ X_{2}^{(i)},\ X_{3}^{(i)},\ X_{4}^{(i)},\ X_{5}^{(i)},\ X_{6}^{(i)}),\ i=1...11}
Каждый раунд состоит из двух частей: перемешивание входных данных с подключами и MA-вычисления. На четных и нечетных раундах перемешивание происходит по-разному:
- Для нечетных раундов:

{\displaystyle (Y_{1}^{(i)},\ Y_{2}^{(i)},\ Y_{3}^{(i)},\ Y_{4}^{(i)},\ Y_{5}^{(i)},\ Y_{6}^{(i)})\ =\ (X_{1}^{(i)}\ \odot \ Z_{1}^{(i)},\ X_{2}^{(i)}\ \boxplus \ Z_{2}^{(i)},\ X_{3}^{(i)}\ \odot \ Z_{3}^{(i)},\ X_{4}^{(i)}\ \boxplus \ Z_{4}^{(i)},\ X_{5}^{(i)}\ \odot \ Z_{5}^{(i)},\ X_{6}^{(i)}\ \boxplus \ Z_{6}^{(i)})}
- Для четных раундов:

{\displaystyle (Y_{1}^{(i)},\ Y_{2}^{(i)},\ Y_{3}^{(i)},\ Y_{4}^{(i)},\ Y_{5}^{(i)},\ Y_{6}^{(i)})\ =\ (X_{1}^{(i)}\ \boxplus \ Z_{1}^{(i)},\ X_{2}^{(i)}\ \odot \ Z_{2}^{(i)},\ X_{3}^{(i)}\ \boxplus \ Z_{3}^{(i)},\ X_{4}^{(i)}\ \odot \ Z_{4}^{(i)},\ X_{5}^{(i)}\ \boxplus \ Z_{5}^{(i)},\ X_{6}^{(i)}\ \odot \ Z_{6}^{(i)})}
Преобразования, выполняемые MA-боксами, одинаковы для всех раундов. Входные данные для них получаются следующим образом:

{\displaystyle (Y_{7}^{(i)},\ Y_{8}^{(i)},\ Y_{9}^{(i)})\ =\ (Y_{1}^{(i)}\ \oplus \ Y_{4}^{(i)},\ Y_{2}^{(i)}\ \oplus \ Y_{5}^{(i)},\ Y_{3}^{(i)}\ \oplus \ Y_{6}^{(i)})}
МА-вычисления описываются следующими формулами:

{\displaystyle Y_{10}^{(i)}\ =\ (((Y_{7}^{(i)}\ \odot \ Z_{7}^{(i)}\ \boxplus \ Y_{8}^{(i)})\ \odot \ Y_{9}^{(i)}\ \boxplus \ Z_{8}^{(i)})\ \odot \ (Y_{7}^{(i)}\ \odot \ Z_{7}^{(i)}\ \boxplus \ Y_{8}^{(i)})\ \boxplus \ Y_{7}^{(i)}\ \odot \ Z_{7}^{(i)})\ \odot \ Z_{9}^{(i)}}

{\displaystyle Y_{11}^{(i)}\ =\ Y_{10}^{(i)}\ \boxplus \ ((Y_{7}^{(i)}\ \odot \ Z_{7}^{(i)}\ \boxplus \ Y_{8}^{(i)})\ \odot \ Y_{9}^{(i)}\ \boxplus \ Z_{8}^{(i)})\ \odot \ (Y_{7}^{(i)}\ \odot \ Z_{7}^{(i)}\ \boxplus \ Y_{8}^{(i)})}

{\displaystyle Y_{12}^{(i)}\ =\ Y_{11}^{(i)}\ \odot \ ((Y_{7}^{(i)}\ \odot \ Z_{7}^{(i)}\ \boxplus \ Y_{8}^{(i)})\ \odot \ Y_{9}^{(i)}\ \boxplus \ Z_{8}^{(i)})}
Используя результаты, полученные MA-боксами, находим входные данные для следующего раунда:

{\displaystyle X^{(i+1)}\ =\ (Y_{1}^{(i)}\ \oplus \ Y_{12}^{(i)},\ Y_{4}^{(i)}\ \oplus \ Y_{12}^{(i)},\ Y_{5}^{(i)}\ \oplus \ Y_{11}^{(i)},\ Y_{2}^{(i)}\ \oplus \ Y_{11}^{(i)},\ Y_{3}^{(i)}\ \oplus \ Y_{10}^{(i)},\ Y_{6}^{(i)}\ \oplus \ Y_{10}^{(i)})}
Для получения зашифрованного сообщения необходимо после 10-го раунда провести перемешивание по нечетной схеме {\displaystyle (i=9)}

### Генерация ключей
Для генерации ключей используется 192-битный пользовательский ключ, а также 16-битные константы, такие же, как и для MESH-64.
Вычисление подключей происходит следующим образом:

{\displaystyle Z_{i+1}^{(1)}\ =\ K_{i}\ \oplus \ c_{i},\ 0\ \leqslant \ i\ \leqslant \ 8}

{\displaystyle Z_{1}^{(2)}\ =\ K_{9}\ \oplus \ c_{9}}

{\displaystyle Z_{2}^{(2)}\ =\ K_{10}\ \oplus \ c_{10}}

{\displaystyle Z_{3}^{(2)}\ =\ K_{11}\ \oplus \ c_{11}}

{\displaystyle Z_{l(i)}^{(h(i))}\ =\ (((((Z_{l(i-12)}^{(h(i-12))}\ \boxplus \ Z_{l(i-8)}^{(h(i-8))})\ \oplus \ Z_{l(i-6)}^{(h(i-6))})\ \boxplus \ Z_{l(i-4)}^{(h(i-4))})\ \oplus \ Z_{l(i-2)}^{(h(i-2))})\ \boxplus \ Z_{l(i-1)}^{(h(i-1))})\ \lll \ 9\ \oplus \ c_{i},}

где {\displaystyle 12\ \leqslant \ i\ \leqslant \ 95,\ h(i)\ =\ i\ div\ 9\ +\ 1,\ l(i)\ =\ i\ {\bmod {\ }}9\ +\ 1}.

### Расшифровка
Для расшифровки MESH, как и IDEA, использует уже существующую схему, но с измененными раундовыми подключами. Обозначим подключи, использовавшиеся при шифровании, следующим образом:

{\displaystyle (Z_{1}^{(r)},\ ...,\ Z_{9}^{(r)}),\ 1\ \leqslant \ r\ \leqslant \ 10} — подключи полных раундов;

{\displaystyle (Z_{1}^{(11)},\ ...,\ Z_{6}^{(11)})} - подключи выходных преобразований.
Тогда подключи расшифровки задаются следующим образом:
- {\displaystyle ((Z_{1}^{(11)})^{-1},\ -Z_{2}^{(11)},\ (Z_{3}^{(11)})^{-1},\ -Z_{4}^{(11)},\ (Z_{5}^{(11)})^{-1},\ -Z_{6}^{(11)},\ Z_{7}^{(10)},\ Z_{8}^{(10)},\ Z_{9}^{(10)})}, — первый раунд расшифровки;
- {\displaystyle (-Z_{1}^{(12-r)},\ (Z_{4}^{(12-r)})^{-1},\ -Z_{5}^{(12-r)},\ (Z_{2}^{(12-r)})^{-1},\ -Z_{3}^{(12-r)},\ (Z_{6}^{(12-r)})^{-1},\ Z_{7}^{(11-r)},\ Z_{8}^{(11-r)},\ Z_{9}^{(11-r)})}, — {\displaystyle r}-й чётный раунд, {\displaystyle r\ \in \ \{2,\ 4,\ 6,\ 8,\ 10\}};
- {\displaystyle ((Z_{1}^{(11-r)})^{-1},\ -Z_{4}^{(11-r)},\ (Z_{5}^{(11-r)})^{-1},\ -Z_{2}^{(11-r)},\ (Z_{3}^{(11-r)})^{-1},\ -Z_{6}^{(11-r)},\ Z_{7}^{(10-r)},\ Z_{8}^{(10-r)},\ Z_{9}^{(10-r)})}, — {\displaystyle r}-й нечётный раунд, {\displaystyle r\ \in \ \{3,\ 5,\ 7,\ 9\}};
- {\displaystyle ((Z_{1}^{(1)})^{-1},\ -Z_{2}^{(1)},\ (Z_{3}^{(1)})^{-1},\ -Z_{4}^{(1)},\ (Z_{5}^{(1)})^{-1},\ -Z_{6}^{(1)})}, — выходные преобразования.

## MESH-128
В данной вариации размер блока составляет 128 бит, ключ — 256 бит. Шифрование проходит в 12,5 раунда. Половина раунда относится к выходным преобразованиям.

### Раундовые преобразования
Обозначим входную информацию для {\displaystyle i}-го раунда:

{\displaystyle X^{(i)}\ =\ (X_{1}^{(i)},\ X_{2}^{(i)},\ X_{3}^{(i)},\ X_{4}^{(i)},\ X_{5}^{(i)},\ X_{6}^{(i)},\ X_{7}^{(i)},\ X_{8}^{(i)}),\ i=1...13}
Каждый раунд состоит из двух частей: перемешивание входных данных с подключами и MA-вычисления. На чётных и нечётных раундах перемешивание происходит по-разному:
- Для нечётных раундов:

{\displaystyle (Y_{1}^{(i)},\ Y_{2}^{(i)},\ Y_{3}^{(i)},\ Y_{4}^{(i)},\ Y_{5}^{(i)},\ Y_{6}^{(i)},\ Y_{7}^{(i)},\ Y_{8}^{(i)})\ =}

{\displaystyle \ \ \ \ \ \ \ \ \ \ \ \ \ (X_{1}^{(i)}\ \odot \ Z_{1}^{(i)},\ X_{2}^{(i)}\ \boxplus \ Z_{2}^{(i)},\ X_{3}^{(i)}\ \odot \ Z_{3}^{(i)},\ X_{4}^{(i)}\ \boxplus \ Z_{4}^{(i)},\ X_{5}^{(i)}\ \odot \ Z_{5}^{(i)},\ X_{6}^{(i)}\ \boxplus \ Z_{6}^{(i)},\ X_{7}^{(i)}\ \odot \ Z_{7}^{(i)},\ X_{8}^{(i)}\ \boxplus \ Z_{8}^{(i)})}
- Для чётных раундов:

{\displaystyle (Y_{1}^{(i)},\ Y_{2}^{(i)},\ Y_{3}^{(i)},\ Y_{4}^{(i)},\ Y_{5}^{(i)},\ Y_{6}^{(i)},\ Y_{7}^{(i)},\ Y_{8}^{(i)})\ =}

{\displaystyle \ \ \ \ \ \ \ \ \ \ \ \ \ (X_{1}^{(i)}\ \boxplus \ Z_{1}^{(i)},\ X_{2}^{(i)}\ \odot \ Z_{2}^{(i)},\ X_{3}^{(i)}\ \boxplus \ Z_{3}^{(i)},\ X_{4}^{(i)}\ \odot \ Z_{4}^{(i)},\ X_{5}^{(i)}\ \boxplus \ Z_{5}^{(i)},\ X_{6}^{(i)}\ \odot \ Z_{6}^{(i)},\ X_{7}^{(i)}\ \boxplus \ Z_{7}^{(i)},\ X_{8}^{(i)}\ \odot \ Z_{8}^{(i)})}
Преобразования, выполняемые MA-боксами, одинаковы для всех раундов. Входные данные для них получаются следующим образом:

{\displaystyle (Y_{9}^{(i)},\ Y_{10}^{(i)},\ Y_{11}^{(i)},\ Y_{12}^{(i)})\ =\ (Y_{1}^{(i)}\ \oplus \ Y_{5}^{(i)},\ Y_{2}^{(i)}\ \oplus \ Y_{6}^{(i)},\ Y_{3}^{(i)}\ \oplus \ Y_{7}^{(i)},\ Y_{4}^{(i)}\ \oplus \ Y_{8}^{(i)})}
МА-вычисления описываются следующими формулами:

{\displaystyle Y_{13}^{(i)}\ =\ Y_{9}^{(i)}\ \odot \ Z_{9}^{(i)},\ \ \ \ \ Y_{14}^{(i)}\ =\ Y_{13}^{(i)}\ \boxplus \ Y_{10}^{(i)},}

{\displaystyle Y_{15}^{(i)}\ =\ Y_{14}^{(i)}\ \odot \ Y_{11}^{(i)},\ \ \ \ \ Y_{16}^{(i)}\ =\ Y_{15}^{(i)}\ \boxplus \ Y_{12}^{(i)},}

{\displaystyle Y_{17}^{(i)}\ =\ Y_{16}^{(i)}\ \odot \ Z_{10}^{(i)},\ \ \ \ \ Y_{18}^{(i)}\ =\ Y_{15}^{(i)}\ \boxplus \ Y_{17}^{(i)},}

{\displaystyle Y_{19}^{(i)}\ =\ Y_{14}^{(i)}\ \odot \ Y_{18}^{(i)},\ \ \ \ \ Y_{20}^{(i)}\ =\ Y_{13}^{(i)}\ \boxplus \ Y_{19}^{(i)},}

{\displaystyle Y_{21}^{(i)}\ =\ Y_{20}^{(i)}\ \odot \ Z_{11}^{(i)},\ \ \ \ \ Y_{22}^{(i)}\ =\ Y_{19}^{(i)}\ \boxplus \ Y_{21}^{(i)},}

{\displaystyle Y_{23}^{(i)}\ =\ Y_{18}^{(i)}\ \odot \ Y_{22}^{(i)},\ \ \ \ \ Y_{24}^{(i)}\ =\ Y_{17}^{(i)}\ \boxplus \ Y_{23}^{(i)},}

{\displaystyle Y_{25}^{(i)}\ =\ Y_{24}^{(i)}\ \odot \ Z_{12}^{(i)},\ \ \ \ \ Y_{26}^{(i)}\ =\ Y_{23}^{(i)}\ \boxplus \ Y_{25}^{(i)},}

{\displaystyle Y_{27}^{(i)}\ =\ Y_{22}^{(i)}\ \odot \ Y_{26}^{(i)},\ \ \ \ \ Y_{28}^{(i)}\ =\ Y_{21}^{(i)}\ \boxplus \ Y_{27}^{(i)}.}
Используя результаты, полученные MA-боксами, находим входные данные для следующего раунда:

{\displaystyle X^{(i+1)}\ =\ (Y_{1}^{(i)}\ \oplus \ Y_{25}^{(i)},\ Y_{5}^{(i)}\ \oplus \ Y_{25}^{(i)},\ Y_{6}^{(i)}\ \oplus \ Y_{26}^{(i)},\ Y_{7}^{(i)}\ \oplus \ Y_{27}^{(i)},\ Y_{2}^{(i)}\ \oplus \ Y_{26}^{(i)},\ Y_{3}^{(i)}\ \oplus \ Y_{27}^{(i)},\ Y_{4}^{(i)}\ \oplus \ Y_{28}^{(i)},\ Y_{8}^{(i)}\ \oplus \ Y_{28}^{(i)})}
Для получения зашифрованного сообщения необходимо после 12-го раунда провести перемешивание по нечетной схеме {\displaystyle (i=9)}

### Генерация ключей
Для генерации ключей используется 256-битный пользовательский ключ, а также 16-битные константы, такие же, как для MESH-64 и для MESH-96.
Вычисление подключей происходит следующим образом:

{\displaystyle Z_{i+1}^{(1)}\ =\ K_{i}\ \oplus \ c_{i},\ 0\ \leqslant \ i\ \leqslant \ 11}

{\displaystyle Z_{j\ {\bmod {\ }}12\ +\ 1}^{(2)}\ =\ K_{j}\ \oplus \ c_{j},\ 12\ \leqslant \ j\ \leqslant \ 15}

{\displaystyle Z_{l(i)}^{(h(i))}\ =\ (((((Z_{l(i-16)}^{(h(i-16))}\ \boxplus \ Z_{l(i-13)}^{(h(i-13))})\ \oplus \ Z_{l(i-12)}^{(h(i-12))})\ \boxplus \ Z_{l(i-8)}^{(h(i-8))})\ \oplus \ Z_{l(i-2)}^{(h(i-2))})\ \boxplus \ Z_{l(i-1)}^{(h(i-1))})\ \lll \ 11\ \oplus \ c_{i},}

где {\displaystyle 16\ \leqslant \ i\ \leqslant \ 151,\ h(i)\ =\ i\ div\ 12\ +\ 1,\ l(i)\ =\ i\ {\bmod {\ }}12\ +\ 1}.

### Расшифровка
Для расшифровки MESH, как и IDEA, использует уже существующую схему, но с измененными раундовыми подключами. Обозначим подключи, использовавшиеся при шифровании, следующим образом:

{\displaystyle (Z_{1}^{(r)},\ ...,\ Z_{12}^{(r)}),\ 1\ \leqslant \ r\ \leqslant \ 12} — подключи полных раундов;

{\displaystyle (Z_{1}^{(13)},\ ...,\ Z_{8}^{(13)})} — подключи выходных преобразований.
Тогда подключи расшифровки задаются следующим образом:
- {\displaystyle ((Z_{1}^{(13)})^{-1},\ -Z_{2}^{(13)},\ (Z_{3}^{(13)})^{-1},\ -Z_{4}^{(13)},\ -Z_{5}^{(13)},\ (Z_{6}^{(13)})^{-1},\ -Z_{7}^{(13)},\ (Z_{8}^{(13)})^{-1},\ Z_{9}^{(12)},\ Z_{10}^{(12)},\ Z_{11}^{(12)},\ Z_{12}^{(12)})}, - первый раунд расшифровки;
- {\displaystyle (-Z_{1}^{(14-r)},\ (Z_{5}^{(14-r)})^{-1},\ -Z_{6}^{(14-r)},\ (Z_{7}^{(14-r)})^{-1},\ (Z_{2}^{(14-r)})^{-1},\ -Z_{3}^{(14-r)},\ (Z_{4}^{(14-r)})^{-1},\ -Z_{8}^{(14-r)},\ Z_{9}^{(13-r)},\ Z_{10}^{(13-r)},\ Z_{11}^{(13-r)},\ Z_{12}^{(13-r)})}, - {\displaystyle r}-й чётный раунд, {\displaystyle r\ \in \ \{2,\ 4,\ 6,\ 8,\ 10,\ 12\}};
- {\displaystyle ((Z_{1}^{(13-r)})^{-1},\ -Z_{5}^{(13-r)},\ (Z_{6}^{(13-r)})^{-1},\ -Z_{7}^{(13-r)},\ -Z_{2}^{(13-r)},\ (-Z_{3}^{(13-r)})^{-1},\ -Z_{4}^{(13-r)},\ (Z_{8}^{(13-r)})^{-1},\ Z_{9}^{(12-r)},\ Z_{10}^{(12-r)},\ Z_{11}^{(12-r)},\ Z_{12}^{(12-r)})}, - {\displaystyle r}-й нечётный раунд, {\displaystyle r\ \in \ \{3,\ 5,\ 7,\ 9,\ 11\}};
- {\displaystyle ((Z_{1}^{(1)})^{-1},\ -Z_{2}^{(1)},\ (Z_{3}^{(1)})^{-1},\ -Z_{4}^{(1)},\ -Z_{5}^{(1)},\ (Z_{6}^{(1)})^{-1},\ -Z_{7}^{(1)},\ (Z_{8}^{(1)})^{-1})}, — выходные преобразования.

## Криптоанализ
Ниже приводится таблица, содержащая расчетную информацию по возможным криптоатакам. В ней рассматриваются урезанные алгоритмы, количество раундов можно увидеть в соответствующей колонке. За данные принимаются выбранные подобранные открытые тексты, указывается необходимое количество таковых (в блоках). Время оценивается в количестве вычислений. Память отражает количество ячеек памяти, необходимых для хранения каких-либо данных во время криптоатаки. Как видно из таблицы, все варианты MESH более сложны для взлома представленными криптоатаками, чем IDEA, на котором он основан.
| Шифр                    | Криптоанализ      | Раундов             | Данные                   | Память                  | Время                   |
| ----------------------- | ----------------- | ------------------- | ------------------------ | ----------------------- | ----------------------- |
| IDEA (8,5 раундов)      | Интегральный      | {\displaystyle 2.5} | {\displaystyle 23}       | {\displaystyle 23}      | {\displaystyle 2^{64}}  |
| IDEA (8,5 раундов)      | Усеченный дифф.   | {\displaystyle 3.5} | {\displaystyle 2^{56}}   | {\displaystyle 2^{32}}  | {\displaystyle 2^{67}}  |
| IDEA (8,5 раундов)      | Невозможный дифф. | {\displaystyle 3.5} | {\displaystyle 2^{38.5}} | {\displaystyle 2^{37}}  | {\displaystyle 2^{53}}  |
| IDEA (8,5 раундов)      | Невозможный дифф. | {\displaystyle 4}   | {\displaystyle 2^{38.5}} | {\displaystyle 2^{37}}  | {\displaystyle 2^{70}}  |
| MESH-64 (8,5 раундов)   | Интегральный      | {\displaystyle 2.5} | {\displaystyle 2^{50.5}} | {\displaystyle 2^{16}}  | {\displaystyle 2^{76}}  |
| MESH-64 (8,5 раундов)   | Усеченный дифф.   | {\displaystyle 3.5} | {\displaystyle 2^{64}}   | {\displaystyle 2^{32}}  | {\displaystyle 2^{78}}  |
| MESH-64 (8,5 раундов)   | Невозможный дифф. | {\displaystyle 3.5} | {\displaystyle 2^{39.5}} | {\displaystyle 2^{61}}  | {\displaystyle 2^{64}}  |
| MESH-64 (8,5 раундов)   | Невозможный дифф. | {\displaystyle 4}   | {\displaystyle 2^{39.5}} | {\displaystyle 2^{61}}  | {\displaystyle 2^{112}} |
| MESH-96 (10,5 раундов)  | Интегральный      | {\displaystyle 2.5} | {\displaystyle 2^{50}}   | {\displaystyle 2^{16}}  | {\displaystyle 2^{96}}  |
| MESH-96 (10,5 раундов)  | Усеченный дифф.   | {\displaystyle 3.5} | {\displaystyle 2^{96}}   | {\displaystyle 2^{64}}  | {\displaystyle 2^{109}} |
| MESH-96 (10,5 раундов)  | Невозможный дифф. | {\displaystyle 3.5} | {\displaystyle 2^{56}}   | {\displaystyle 2^{93}}  | {\displaystyle 2^{96}}  |
| MESH-96 (10,5 раундов)  | Невозможный дифф. | {\displaystyle 4}   | {\displaystyle 2^{56}}   | {\displaystyle 2^{93}}  | {\displaystyle 2^{144}} |
| MESH-128 (12,5 раундов) | Интегральный      | {\displaystyle 2.5} | {\displaystyle 2^{50}}   | {\displaystyle 2^{16}}  | {\displaystyle 2^{128}} |
| MESH-128 (12,5 раундов) | Усеченный дифф.   | {\displaystyle 3.5} | {\displaystyle 2^{128}}  | {\displaystyle 2^{64}}  | {\displaystyle 2^{142}} |
| MESH-128 (12,5 раундов) | Невозможный дифф. | {\displaystyle 3.5} | {\displaystyle 2^{65}}   | {\displaystyle 2^{157}} | {\displaystyle 2^{128}} |
| MESH-128 (12,5 раундов) | Невозможный дифф. | {\displaystyle 4}   | {\displaystyle 2^{65}}   | {\displaystyle 2^{157}} | {\displaystyle 2^{192}} |